# تتسوجی ساکاکیبارا
تتسوجی ساکاکیبارا (انگلیسی: Tetsuji Sakakibara؛ زادهٔ ۶ دسامبر ۱۹۸۹) خواننده، بازیگر اهل ژاپن است.